# Clastoptera elongata
Clastoptera elongata är en insektsart som beskrevs av Doering 1929. Clastoptera elongata ingår i släktet Clastoptera och familjen Clastopteridae. Inga underarter finns listade i Catalogue of Life.